# Michael-Jörg Oesterle
Michael-Jörg Oesterle (* 1. Januar 1960 in Stuttgart) ist Professor für Betriebswirtschaftslehre (ABWL), insbesondere Internationales und Strategisches Management sowie Prorektor der Universität Stuttgart.

## Biografie
Nach dem Abitur am Zeppelin-Gymnasium Stuttgart und dem Wehrdienst studierte Oesterle von 1980 bis Ende 1985 Wirtschaftswissenschaften an der Universität Hohenheim. 1992 legte er seine Dissertation zum Thema Die Handhabung von Koordinationsproblemen bei Ost-West-Joint Ventures vor und wurde in Hohenheim zum Dr. oec. promoviert. Als Assistent von Klaus Macharzina übernahm er während dessen Universitätspräsidentenzeit 1994 Vertretungsfunktionen an dessen Lehrstuhl. 1999 habilitierte er an der Universität Hohenheim im Fach Betriebswirtschaftslehre.
Im Frühjahr 2000 erhielt er den Ruf auf den Lehrstuhl für ABWL, insbesondere Internationales Management an der Universität Bremen. Diesen Lehrstuhl hatte Oesterle bis Oktober 2008 inne, wobei er von Juli 2003 bis Juli 2005 gleichzeitig Dekan des Fachbereichs Wirtschaftswissenschaft der Universität Bremen war.
In 2008 erhielt Oesterle Rufe an die Johannes-Gutenberg-Universität Mainz sowie an die Universität Hamburg, wobei er den Ruf an den Lehrstuhl für Betriebswirtschaftslehre, insbesondere Organisation, Personal und Unternehmensführung an der Johannes Gutenberg-Universität Mainz annahm und bis September 2011 vertrat. Den im Frühjahr 2011 an ihn ergangenen Ruf an die Universität Stuttgart hat er angenommen und die dortige Tätigkeit im Oktober 2011 aufgenommen.
In weiteren Funktionen ist er seit 2006 zusammen mit Joachim Wolf Herausgeber der englischsprachigen Fachzeitschrift Management International Review. Von Mai 2002 bis Juni 2004 übte er das Amt des Beauftragten für den wissenschaftlichen Nachwuchs in der Kommission Internationales Management im Verband der Hochschullehrer für Betriebswirtschaft aus. Im Anschluss war er bis Juni 2006 Vorsitzender der Kommission Internationales Management.
Oesterle war zudem von 2002 bis 2006 Gründungsmitglied des Bremer Initiativkreises für Corporate Governance im Mittelstand. Schließlich lehrt er seit 1995 auch regelmäßig an ausländischen Universitäten, u. a. seit 1995 an der Universität Alcalá in Madrid.
Von 2005 bis 2011 war er auch als Hauptdozent im Rahmen des KMU-Intensivstudiums der Universität St. Gallen tätig. Im März 2009 wurde er für den Zeitraum von zwei Jahren zum Mitglied des Gründungsaufsichtsrats der Dualen Hochschule Baden-Württemberg berufen. Von April 2016 bis Oktober 2024 war Oesterle Dekan der Fakultät Wirtschafts- und Sozialwissenschaften an der Universität Stuttgart. Seit Oktober 2024 ist er Rektoratsmitglied für den Bereich der Lehre und Weiterbildung an der Universität Stuttgart.

## Veröffentlichungen (Auswahl)
- Bücher und Herausgeberschaft
  - Joint Ventures in Rußland. Bedingungen – Probleme – Erfolgsfaktoren. Wiesbaden 1993.
  - Internationalization Processes. New Perspectives for a Classical Field of International Management, Special Issue 2/1997 der Management International Review [Hrsg.].
  - Global Business in the Information Age. Proceedings of the 23rd Annual European International Business Academy Conference, Stuttgart, December 14 – 16, 1997 (zusammen mit K. Macharzina und J. Wolf [Hrsg.]).
  - Challenges and Solutions for International Marketing Management, Special Issue 1/1998 der Management International Review (zusammen mit J. Wolf [Hrsg.]).
  - Evolution and Revolution in International Management: A Topic and a Discipline in Transition, Special Issue 2/1999 der Management International Review (zusammen mit J. Wolf [Hrsg.]).
  - Führungswechsel im Top-Management. Grundlagen, Wirkungen, Gestaltungsoptionen. Wiesbaden 1999.
  - Risiken im unternehmerischen Handeln durch Individualisierung und Globalisierung, Bremen 2002 [Hrsg.].
  - Handbuch Internationales Management, 1. Aufl., Wiesbaden 1997, 2. Aufl., Wiesbaden 2002 (jeweils zusammen mit K. Macharzina [Hrsg.]).
  - Internationalisierung und Institution, Wiesbaden 2005 (zusammen mit J. Wolf [Hrsg.]).
  - Internationalization and Firm Performance, Management International Review, 47. Jg., Focused Issue, 3, 2007 (zusammen mit M. Glaum [Hrsg.]).
  - Internationales Management im Umbruch. Globalisierungsbedingte Einwirkungen auf Theorie und Praxis internationaler Unternehmensführung, Wiesbaden 2007 [Hrsg.].
  - Internationales Management als Wissenschaft, Stuttgart 2009 (zusammen mit S. Schmid [Hrsg.]).